# Michel Thellier
Michel Thellier, né le 23 décembre 1933 à Arcueil, est un physiologiste végétal français. 
Il est membre de l'Académie des sciences.

## Biographie
Attiré à la fois par la biologie et la physique, Michel Thellier s'est donné une double culture en passant, à la Faculté des sciences de Paris, une licence de biologie-géologie (1954-1955) ultérieurement complétée par physiologie végétale approfondie, physique nucléaire et radioactivité, théories physiques. 
Assistant (1956), chef de travaux (1958) et maître-assistant (1962) à la Faculté des sciences de Paris, docteur ès sciences (1963) après son retour du service militaire, professeur à Tunis [coopération scientifique et technique] (1963-1966) puis à Rouen (1966-1994) où il a dirigé le Laboratoire associé au CNRS Physiologie cellulaire, Signaux et Régulations (1978-1990), il s'est constitué une équipe et s'est engagé dans des collaborations. Éditeur en Chef du journal américain J. Trace Microprobe Techniques (1994-2000), élu à l’Académie des sciences comme correspondant le 21 mars 1983 , puis membre le 8 avril 1991 en Section : Biologie intégrative, et à l’Académie d’Agriculture de France (2000), il devient Professeur émérite en 1994.

## Œuvre scientifique
Entré dans la recherche par l'étude de la nutrition des végétaux en bore, Michel Thellier, faute d'un radioisotope de période suffisante, utilisa l'isotope stable 10B comme traceur en le détectant grâce à sa forte section efficace pour la réaction (n, α). Utilisant d'abord les neutrons de la pile nucléaire Zoé, il fut le premier à mesurer les flux et faire l'imagerie du bore dans les échantillons végétaux. Il généralisa la méthode à Li, N et O pour des échantillons animaux comme végétaux, obtenant en particulier la première image de la distribution du lithium dans le cerveau de souris soumises à un traitement par le lithium homologue à celui qu’à l’époque on utilisait contre la psychose maniaco-dépressive chez l’homme. Puis il utilisa la microscopie par émission d’ions secondaire outillage permettant de faire avec des isotopes stables à peu près tout ce que l’on fait classiquement avec les isotopes radioactifs, et finit par obtenir un équipement SIMS (Secondary Ion Mass Spectrometry) pour son laboratoire.
Pour les flux, il proposa de remplacer la formulation dite Michaélienne par une formulation flux/force, linéaire tant que les forces ne sont pas trop élevées, et montra que l’on peut aussi aboutir à des comportements oscillants. Du transport actif a été produit par des systèmes artificiels, relativement simples et symétriques, ce qui pourrait avoir eu un rôle lors d’étapes prébiotiques. L'intervention de structures induites par leur propre fonctionnement a été prise en compte.
Certaines expériences suggérant un stockage d’information, il proposa qu'une forme de mémoire existe chez les végétaux : mémoire de type stockage/rappel, calcium-dépendante et impliquant probablement des effets de condensation ionique. Des versions en anglais et en allemand de son petit livre sur la mémoire des plantes ont été publiées par Springer. Le sujet est en pleine expansion, plusieurs groupes s'y intéressant maintenant dans divers pays. Dans un chapitre de l'ouvrage collectif Memory and Learning in Plants publié par Springer, Michel Thellier et al., en soulignent le rôle écologique dans l'ajustement par les plantes de leur développement aux conditions locales de leur environnement.

## Distinctions
- Prix Louis-Bonneau de l'Académie des sciences (1970)
- Correspondant de l'Académie des sciences (1983)
- Chevalier de l'ordre national du Mérite (1989)
- Membre de l’Académie des sciences[19] (1991)
- Professeur Honoris Causa de l’Université de Wolverhampton (1992)
- Commandeur de l'ordre des Palmes académiques (1995)
- Membre de l’Académie d’Agriculture de France[20] (2000)
- Chevalier de la Légion d'honneur (2004)

## Publications
- M. Thellier, A. Monnier, M. Demarty et J. Dainty [eds.], Transmembrane ionic exchanges in plants, Editions du CNRS et publications de l'Université de Rouen, 1977
- P. Delattre et M. Thellier [eds.], Élaboration et justification des modèles: applications en biologie, Maloine, Paris, 1979
- M. Thellier et J.C. Wissocq [eds.], Lithium kinetics, Marius Press, Carnforth, 1992
- M. Thellier et C. Ripoll, Bases thermodynamiques de la biologie cellulaire,  Masson, Paris, 1992
- H.E. Goldbach, B. Rerkasem, M.A. Wimmer, P.H. Brown, M. Thellier et R.W. Bell [eds.], Boron in plant and animal nutrition, Kluver Academic / Plenum Publishers, New York, 2002
- Les plantes ont-elles une mémoire ?, Quae, 2015
- Plant responses to environmental stimuli. The role of specific forms of plant memory, Springer, 2017.

## Brevet
- Procédé d’extraction à haute valeur ajoutée à partir de solutions complexes, et dispositif membranaire pour la mise en œuvre de ce procédé, S. Alexandre, M. Thellier et J.C. Vincent, Patent no 87401155.46 (1987)